# NGC 6083
NGC 6083 ist eine 14,6 mag helle Spiralgalaxie vom Hubble-Typ Sb im Sternbild Herkules am Nordsternhimmel, die schätzungsweise 418 Millionen Lichtjahre von der Milchstraße entfernt ist. 
Das Objekt wurde am 21. Juni 1876 von dem französischen Astronomen Édouard Stephan entdeckt.